# Rick Flens
Rick Flens (Zaandam, 11 aprile 1983) è un ex ciclista su strada olandese, professionista dal 2007 al 2015.

## Palmarès
- 2003 (Van Vliet-EBH Advocaten, una vittoria)

Classifica generale OZ Wielerweekend
- 2005 (Van Vliet-EBH Advocaten, tre vittorie)

1ª tappa OZ Wielerweekend
Classifica generale OZ Wielerweekend
Ronde van Zuid-Holland
- 2006 (Rabobank Continental, quattro vittorie)

Prologo Olympia's Tour
3ª tappa Ronde van Vlaams-Brabant
4ª tappa Tour du Poitou-Charentes et de la Vienne
3ª tappa Tour de la Somme
- 2007 (Rabobank, una vittoria)

5ª tappa Post Danmark Rundt

### Altri successi
- 2011 (Rabobank Cycling Team)

1ª tappa Tirreno-Adriatico (cronosquadre)

## Piazzamenti

### Grandi Giri
- Giro d'Italia

2010: 135º
2011: 155º
2014: 132º
2015: 144º

### Classiche monumento
- Milano-Sanremo

2013: 115º
2014: 108º
2015: 147º
- Giro delle Fiandre

2013: ritirato
2015: ritirato
- Parigi-Roubaix

2008: 98º
2013: ritirato
2015: ritirato